# إيغور أندريف

## روابط إضافية
- إيغور أندريف على موقع رابطة محترفي التنس (الإنجليزية)
- إيغور أندريف على موقع الاتحاد الدولي لكرة المضرب (الإنجليزية)
- إيغور أندريف على موقع كأس ديفيز (الإنجليزية)
- إيغور أندريف على موقع خلاصة التنس.كوم (الإنجليزية)
- إيغور أندريف على موقع إي إس بي إن.كوم (الإنجليزية)
- إيغور أندريف على موقع اللجنة الأولمبية الدولية (الإنجليزية)
- إيغور أندريف على موقع أوليمبيديا (الإنجليزية)
- Andreev Recent Match Results
- Andreev World Ranking History